# Кілмія
Кілмія — село в Ємені, один з двох населених пунктів острова Абд-ель-Курі. В адміністративному плані село входить до складу мудірії Калансія і Абд-ель-Курі мугафази Сокотра.

## Географія
Поселення розташоване на висоті 10 м, на узбережжі протоки Гуардафуї.

### Клімат
Клімат аридний. Середня температура — 26 °C. Найжаркіший місяць — квітень, температура 30 °C, а найхолодніший — липень, температура 24 °C. Середня кількість опадів становить 103 міліметри на рік.